# Кроль, Моисей Ааронович
Моисе́й Ааро́нович Кроль (псевдоним: Михаил Афанасьевич Кроль; 1862, Налибоки, Ошмянский уезд, Виленская губерния или 12 апреля 1862, Житомир — 31 декабря 1942, Ницца) — крупный исследователь статистики Сибири, этнограф и юрист. Масон. Активный участник политических движений: народоволец, затем эсер, член Учредительного собрания и Сибирской областной думы, после 1918 года — эмигрантский деятель. Известен многочисленными публикациями о Восточной Сибири, бурятах, политике Российской империи на Востоке.

## Биография
Сначала посещал хедер, затем поступил в четвёртый класс Житомирской классической гимназии. высшее образование получил на юридическом факультете Новороссийского университета.
Присоединился к народовольцам. В феврале 1887 года был арестован по обвинению в государственном преступлении; в конце 1888 года выслан административным порядком в Новоселенгинск. В 1893 году переселился в Верхнеудинск, где работал в местном архиве. Во время пребывания в Забайкальской области изучал юридический и экономический быт бурят, написал ряд статей по этнографии, напечатанных в «Известиях Восточно-Сибирского отделения Императорского русского географического общества» и в трудах троицкосавского и читинского отделений Общества. Состоял председателем иркутского «Общества изучения Сибири и улучшения её быта».
В 1895 году освобождён по амнистии и смог вернуться в Европейскую Россию. В 1897 году принял участие в экспедиции по исследованию землевладения и землепользования в Забайкальской области, проходившей под руководством А. Н. Куломзина, и составил 10-й выпуск изданных экспедицией «Материалов Комиссии Куломзина»: «Формы землепользования в Забайкальской области». Эта работа давала картину эволюции землепользования от форм самых первобытных к новейшим формам того времени и выясняла, с помощью статистического метода, тесную зависимость между формами землепользования и другими, выраженными в цифрах, хозяйственными элементами.
Из других статистических работ Кроля главные: «Роль железных дорог и водных путей сообщения в грузовом транспорте Волжского района» (СПб., 1902) и «Ремесленный труд среди евреев в Западной России» («Сборник материалов об экономическом положении евреев в России». Т. I). Печатал статьи в «Восточном обозрении» (Иркутск), «Сибири» (СПб.), «Новом слове», «Санкт-Петербургских ведомостях», «Северном курьере», «Мире божьем», «Жизни», «Научном обозрении», «Восходе», «Сыне Отечества» и других периодических изданиях.
В начале XX века присоединился к эсерам и стал активным участником еврейского национального движения.
В 1917 году — член Крестьянского союза, депутат Учредительного собрания.
20 июля 1918, при начале деятельности Сибирской областной Думы в Томске, допущен к её работе с правами члена как депутат Учредительного собрания. После прихода к власти адмирала А. В. Колчака, из-за угрозы ареста покинул Сибирь.
С 1919 года жил в Харбине, работал адвокатом, участвовал в литературной жизни Харбина. Председатель Харбинского областного комитета Партии социалистов-революционеров. Один из организаторов Народного университета в Харбине, читал лекции по истории права.
В середине февраля 1925 через Шанхай выехал в Париж. Работал как адвокат и журналист, публиковался в парижских и пражских изданиях. Участвовал в деятельности Партии социалистов-революционеров, Комитета помощи еврейским беженцам-интеллигентам, Федерации еврейских обществ в Париже.
В 1927—1932 участвовал в собраниях журнала «Воля России», выступал на них с докладами.
В 1927—1930 участвовал в деятельности Общества ремесленного труда (ОРТа), в 1931 — товарищ председателя Бюро парижского комитета ОРТа.
С 1928 года — один из редакторов и ведущих сотрудников журнала «Цукунфт» (Нью-Йорк), сотрудничал с одноимённым американским издательством.
В 1929—1932 годах участвовал в собраниях «Дней», сотрудничал в «Вольной Сибири», «Еврейском мире».
С 1931 года читал лекции в Еврейском народном университете.
В феврале 1933 года вошёл в инициативную группу Кружка русско-еврейской интеллигенции, в 1937 преобразованного в Объединение. Один из основателей, в 1933—1938 годах — председатель, до кончины — член Объединения русско-еврейской интеллигенции, выступал в этом обществе с докладами.
В 1938 году выступал с докладом в Бессарабском землячестве.
С 1941 году, после оккупации Парижа, жил в Ницце. Хотел переехать в США, но по болезни не смог это сделать.
Похоронен на кладбище Баньё.

### Исследования
- Кроль М. А. Формы землепользования / Высочайше учрежденная под председательством статс-секретаря Куломзина Комиссия для исследования землевладения и землепользования в Забайкальской области: Матер.: Вып. 10. — СПб.: Гос. тип., 1898. — 497 с.[4]
- Кроль М. А. О забайкальских бурятах: Докл., прочит. 13 сент. на заседании общ. собр. чл. Забайк. геогр. отд-ния. — [Чита], [1896]. — 26 с.[4]
- Кроль М. А. Очерк экономического быта инородцев Селенгинского округа: Сообщ. в общ. собр. чл. Троицкосавско-Кяхт. отд-ния Приамур. отд. Имп. Рус. геогр. о-ва 13 марта 1896. — Иркутск: типо-лит. П.И. Макушина, 1896. — 42 с.[4]
- Кроль М. А. Предварительный отчет о работах по исследованию забайкальских бурят за период 1892-1895 гг. — Иркутск: типо-лит. П.И. Макушина, 1896. — 12 с.[4]

### Публицистика
- Кроль М. А. Как прошли выборы в Государственную думу [С прил. списка чл. Гос. думы]. — СПб.: типо-лит. Р.С. Вольпина, 1906. — 67 с.
- Кроль М. А. Что такое правильное народное представительство? — СПб.: тип. "Будущность", 1906. — 48 с.[4]
- Пробуждение Китая // Вольная Сибирь. — Прага, 1928. — № 3.

### Мемуары
- Годы ссылки. В гостях у святого ламы. Мемуары. Восточная коллекция, РГБ, Москва, 4\04.
- Страницы моей жизни. Мемуары. Том 1. Нью-Йорк, Изд. Союза русских евреев, 1944.
- Кроль М. А. Страницы моей жизни. — М. - Иерусалим: Мосты культуры; Gesharim, 2008. — 734 с. — ISBN 978-5-93273-279-2.[4]